# Mariela Castro
Mariela Castro (sinh năm 1962) là giám đốc của Trung tâm Quốc gia Cuba về Giáo dục Giới tính là và một nhà hoạt động xã hội cho quyền LGBT tại Cuba. Bà là con gái của lãnh đạo Cuba Raúl Castro và nhà nữ quyền và nhà cách mạng Vilma Espín và là cháu gái của lãnh đạo Fidel Castro.

## Cuộc sống đầu
Mariela Castro là con gái của Raúl Castro và Vilma Espín và là cháu gái của Fidel Castro. Bà có một người anh em trai tên là Alejandro Castro Espín.

## Sự nghiệp

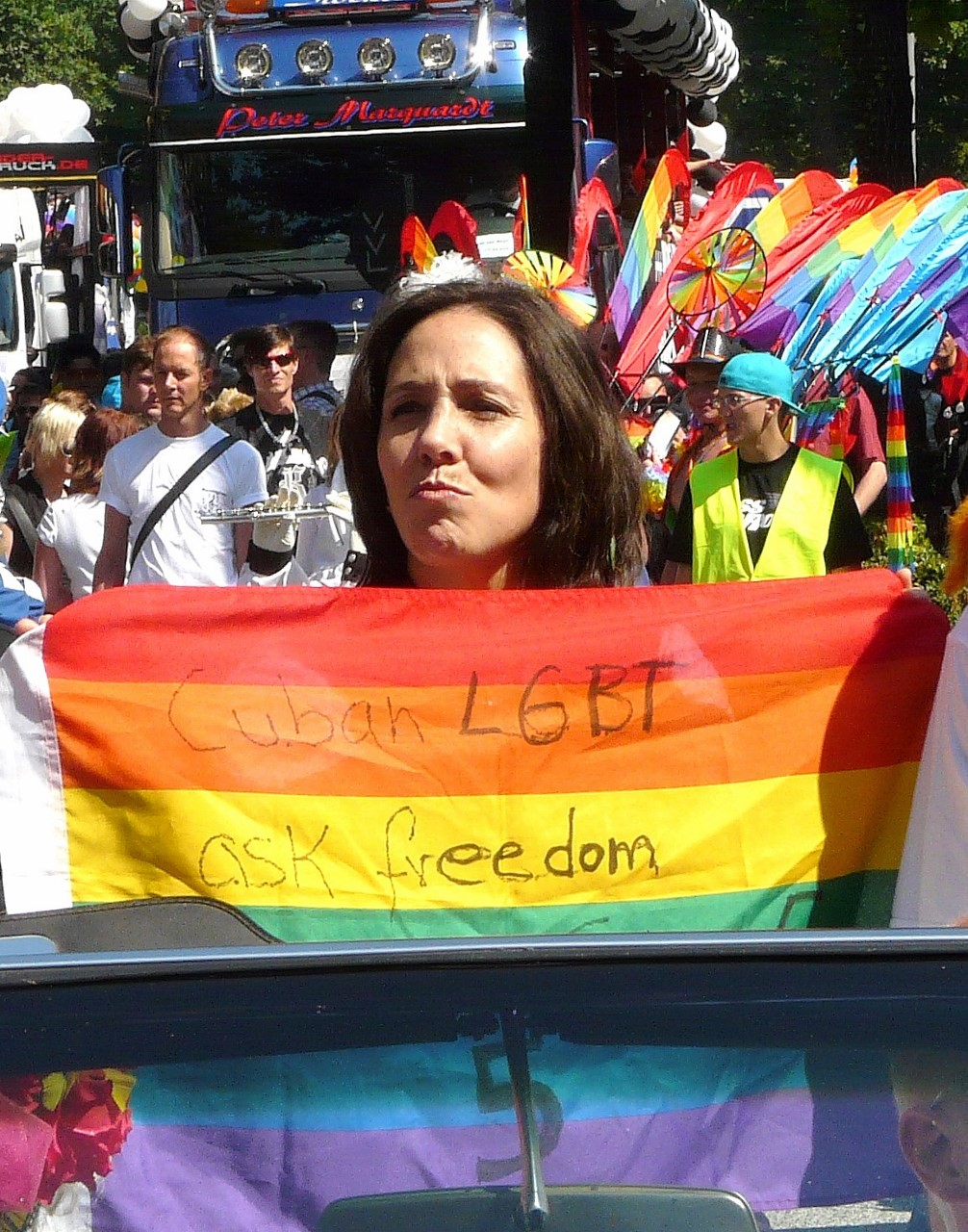
Mariela Castro trong một cuộc diễu hành đồng tính tại Hamburg vào năm 2010

Chiến dịch của nhóm của bà Mariela Castro nhắm đến việc ngăn chặn hiệu quả AIDS và công nhận và chấp nhận quyền LGBT. Vào năm 2005, bà đề xuất một dự án để có thể cho phép những người chuyển giới nhận chuyển đổi giới tính và thay đổi giới tính hợp thức của họ. Điều đó đã trở thành luật vào năm 2008 khi cho phép chuyển đổi giới tính cho những người Cuba mà không có cản trở.
Bà Mariela Castro là chủ tich của Trung tâm Đa chuyên môn Cuba cho Giáo dục về Giới tính, chủ tịch của Hội đồng ủy ban Quốc gia về Đối xử và Xâm phạm đối với Nhóm chuyên giới, thành viên của Nhóm Hành động Trực tiếp về Ngăn chặn, Đối đầu và Chiến đấu AIDS và là một thành viên điều hành của Hiệp hội Thế giới về Sức khỏe Giới tính. Bà cũng là giám đốc của tờ báo Sexología y Sociedad, một tạp chí về giới tính học được điều hành bởi Trung tâm Quốc gia có nói ở trên.
Mariela có xuất bản 13 bài viết học thuật và 9 quyển sách.
Bà cũng là một thành viên thường trực của Quốc hội của Chính quyền Nhân dân Cuba. Khi quốc hội bầu vào năm 2014 để cấm phân biệt đối xử trên nền tảng của sự định hướng giới tính trong việc làm, bà Marela đã phản đối đã phản đối việc ban hành luật cấm đó bởi nó cũng không bao gồm việc bảo vệ nền tảng của bản dạng giới và trở nên khả thi cho người làm luật đầu tiên trong lịch sử cơ thể từ trước đến này để chọn chống lại một phần của pháp luật.

## Đời tư
Bà Mariela cưới một người Ý có tên Paolo Titolo, Tổng Giám đốc của Amorim Negócios Internacionais, S.A. ở Cuba. Họ có hai đứa con trai. Đồng thời, bà Mariela còn có một đứa con gái từ cuộc hôn nhân đầu tiên với Juan Gutiérrez Fischmann, thành viên của Mặt trận Ái quốc Manuel Rodríguez.